# كأس أرمينيا 2011–12
كأس أرمينيا 2011–12 (بالأرمنية: Հայաստանի ֆուտբոլի գավաթ 2011-12)‏ هو الموسم 21 من كأس أرمينيا. أقيم خلال الفترة 19 نوفمبر 2011 وحتى 29 أبريل 2012، وأشرف على تنظيمه اتحاد أرمينيا لكرة القدم، وكان عدد الأندية المشاركة فيه 8، وفاز فيه نادي شيراك.